# ペンエアー3296便着陸失敗事故
ペンエアー3296便着陸失敗事故は、2019年10月17日にアメリカ合衆国のアラスカ州で発生した航空事故である。
テッド・スティーブンス・アンカレッジ国際空港発ウナラスカ空港行きだったペンエアー3296便（サーブ 2000）がウナラスカ空港への着陸時に滑走路を逸脱した。乗員乗客42人中1人が死亡し、12人が負傷した。また、この事故はサーブ2000で発生した初めての死亡事故である。

## 飛行の詳細

### 事故機

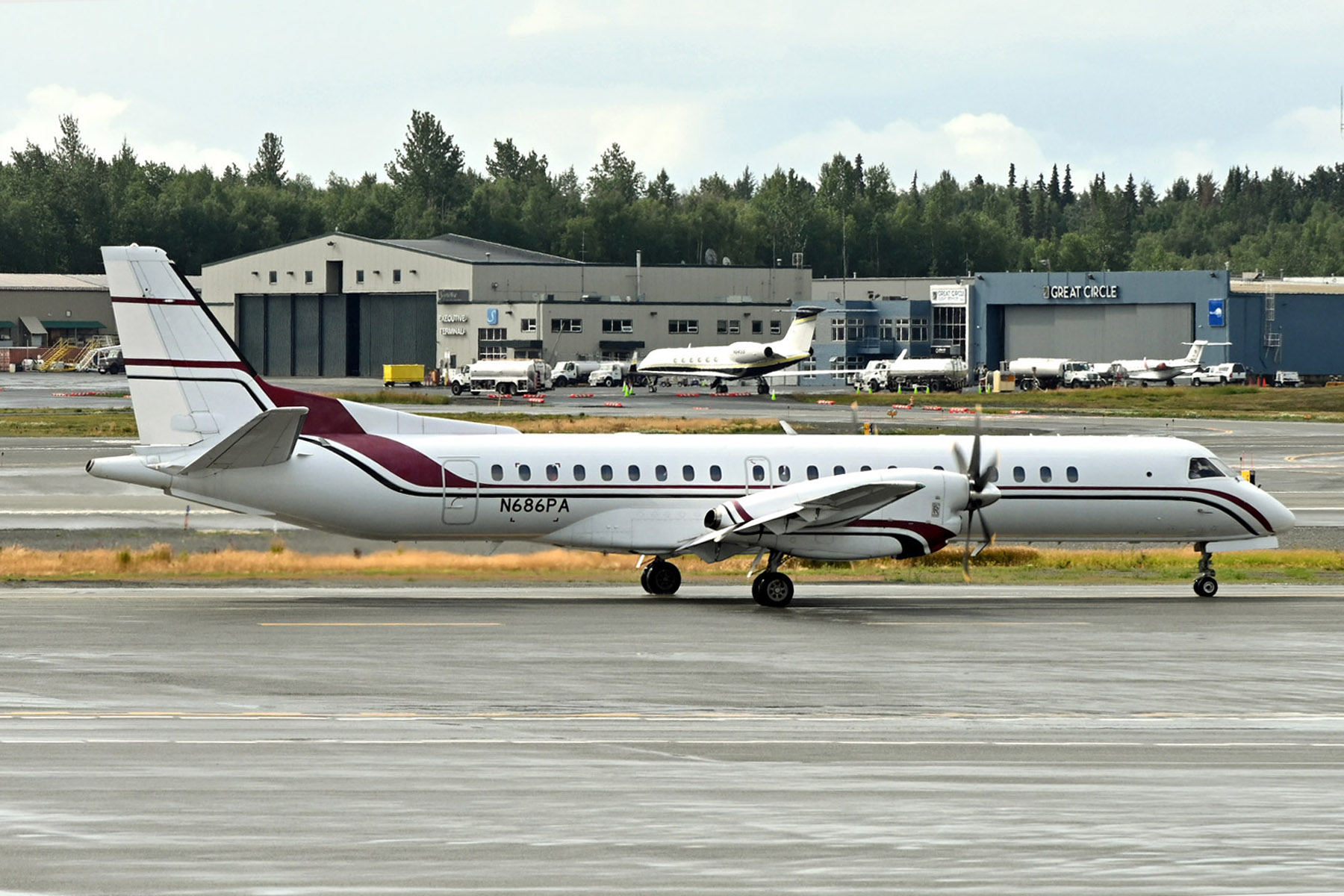
2019年に撮影された事故機

事故機のサーブ 2000（N686PA）は、1995年に製造され、同年4月に初飛行を行っていた。複数の航空会社で使用された後、2016年5月10日からペンエアーが保有していた

### 乗員
機長の総飛行時間は20,000時間以上で、うち101時間が同型機によるものだった。機長の飛行経験のほとんどはボンバルディア DHC-8によるもので、14,000時間以上の経験があった。
副操縦士の総飛行時間は1,446時間で、うち147時間が同型機によるものだった。

### 空港

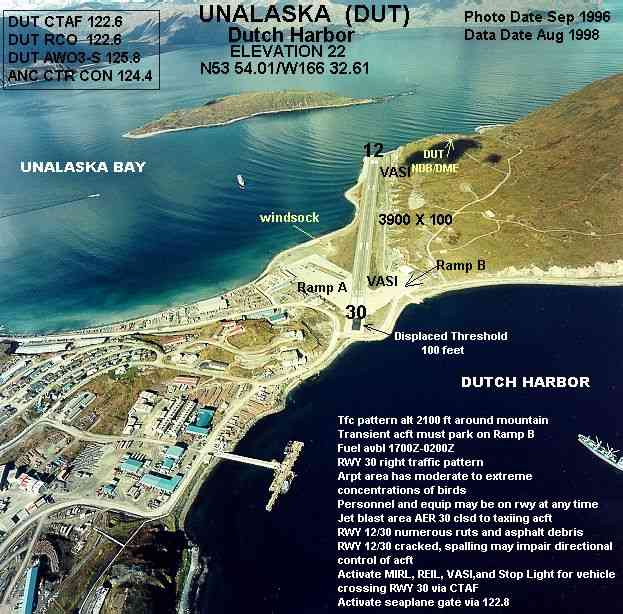
ウナラスカ空港の上空写真、現在は滑走路12が13に、滑走路30が31になっている

ウナラスカ空港は片側を山に囲まれ、滑走路の両端が海岸に接しており、着陸が難しいことで知られていた。以前ペンエアーは、ウナラスカ空港への着陸は同型機の経験が300時間以上ある機長が行うこととガイドラインに示していた。しかし、事故時にはその規定はガイドラインから削除されていた。

## 事故の経緯
3296便はアンカレッジからウナラスカへ向かう国内定期便で、飛行予定時間は2時間15分だった。UTC11時15分（AST15時15分）、3296便はテッド・スティーブンス・アンカレッジ国際空港を離陸した。
ウナラスカ空港に接近すると、3296便は滑走路13へのRNAV進入を許可された。風は当初、210度から8ノット (15 km/h)と報告されていたが、180度から7ノット (13 km/h)に変化した。さらに進入中には270度から10ノット (19 km/h)に変化した。進入が不安定だったため、パイロットは着陸復航を行った。

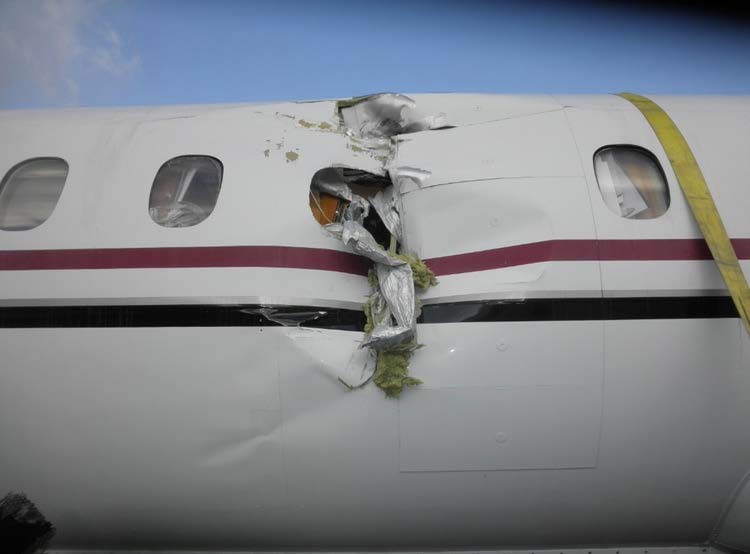
ブレードによる胴体の損傷

パイロットは再び滑走路13へ視認進入を行った。2度目の進入では、風は300度から24ノット (44 km/h)と報告された。UTC13時40分に3296便は滑走路13に着陸した。着陸地点は滑走路端から1,001フィート (305 m)の場所で、滑走路の残りは約3,500フィート (1,100 m)だった。速度が80ノット (150 km/h)付近の時、機長はブレーキを最大限使用した。パイロットは機体が水没するのを避けるために機体を右へ向けた。機体は滑走路をオーバーランし、空港外周のフェンスを破壊しながら公道を横切り、その後停止した。左翼のプロペラは信号機に接触したため損傷し、ブレードの一部が胴体を切り裂いた。そのため、乗客3人が重傷を負い、10人が病院へ搬送された。重傷を負った3人のうちの1人である4Aの席に着席していたワシントン州在住の38歳の男性が事故の翌日に死亡した。また、事故によりウナラスカ空港は一時的に閉鎖された。

## 事故調査
国家運輸安全委員会（NTSB）が調査を開始した。中間報告では、パイロットの経験不足と不規則な風が事故の要因になった可能性があると述べた。パイロットは2度目の進入時に強風が報告されているにもかかわらず、滑走路31からではなく、再び滑走路13への着陸進入を行った。

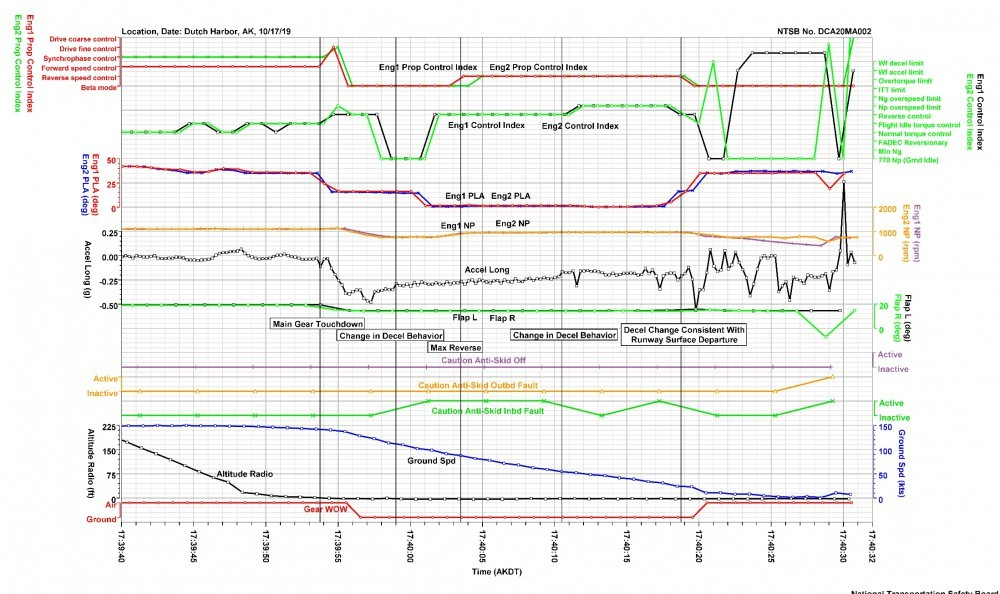
FDRの記録

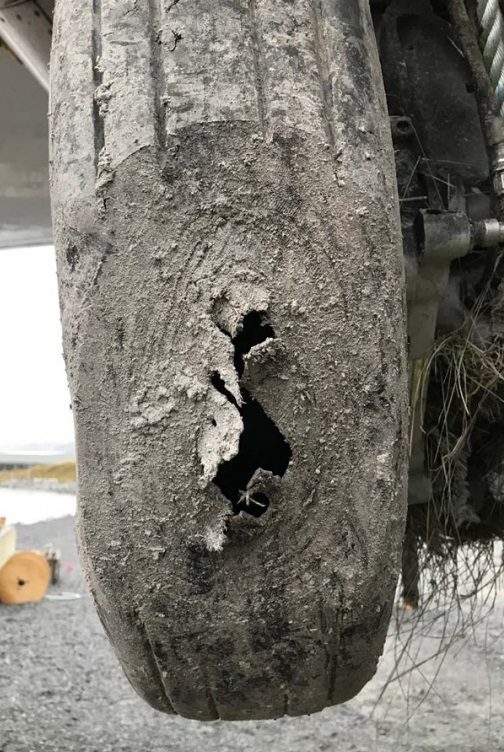
破裂した主脚のタイヤ

2020年12月18日、NTSBは予備報告書を発行した。予備報告書ではアンチロック・ブレーキ・システム（ABS）が故障していた可能性が指摘された。フライトデータレコーダーの記録によれば着陸直後に、ABSの故障警報が作動していた。パイロットが逆推力を適用したにもかかわらず、減速率は低いままだった。
2021年11月2日、NTSBはメンテナンスエラーによって左主脚のアンチスキッド装置が機能しなかったことが事故原因だと結論づけた。調査によれば、オーバーホール時にトランスデューサーハーネスが誤って配線され、アンチスキッド装置のセンサーが機能しない状態になっていた。着陸後、主脚の4つのタイヤのうち1つが横滑りによって破裂し、他2つのタイヤでブレーキ圧が充分に上がらなかった。そのため、制動力が大幅に低下し、滑走路をオーバーランした。また、NTSBは事故の要因として「トランスデューサーハーネスの設計がヒューマンエラーを考慮したもので無かったこと」、「ウナラスカ空港の滑走路安全区域の長さが不十分だったこと」、「機長が計画継続バイアスに陥り制限値を越える強風が報告されていたにもかかわらず進入を継続したこと」の3つを挙げた。

## 映像化
- メーデー!:航空機事故の真実と真相 第22シーズン第2話「Disaster at Dutch Harbor」